# Пийт Мондриан
Питер Корнелис (Пийт) Мондриан (на нидерландски: Pieter Cornelis (Piet) Mondriaan, МФА: [ˈpit ˈmɔndrijaːn]) е холандски художник, който едновременно с Василий Кандински и Казимир Малевич поставя началото на абстракционизма.

## Биография и творчество
Роден е на 7 март 1872 г. в Амерсфорт, Нидерландия. Започва кариерата си като учител по рисуване в начално училище. Ранните му картини са пейзажи от Холандия в духа на импресионизма. Увлича се от теософията на Елена Блаватска. Дълбоко е впечатлен от творческите търсения на кубизма на изложбата на кубистите в Амстердам през 1911 г. През 1912 г. се преселва в Париж. За да ознаменува началото на новия си живот променя фамилното си име на Мондриан (Mondrian вм. Mondriaan). Първата световна война прекарва в родината си. През 1915 г. се сближава с художника Тео ван Дьосбург, заедно с когото основава движението „Де Стил“ (De Stijl) и художествено списание със същото име. Списанието става орган на неопластицизма – утопия на новата пластична култура като пределна съзнателност в предаването на обобщената красота и истина с помощта на най-аскетични средства, с основни, първични цветове, линии и форми. Това нефигуративно направление Мондриан последователно развива във Франция, където живее от 1919 до 1938 г., по-късно в Англия, а от 1940 г. – в САЩ. През американския период от своето творчество Мондриан прави опит да приспособи принципите на неопластицизма за предаване на динамични ефекти („Буги-вуги на Бродуей“). Умира от белодробно възпаление на 1 февруари 1944 г.
Оформлението на нюйоркското ателие на Мондриан, в което той работи само няколко месеца, и което било щателно увековечено във фотографии и на кинолента от негови приятели, става сякаш последната творба на майстора. Тези „Стенописи“ са представяни на изложби в Ню Йорк, Лондон, Токио, Сао Пауло, Берлин. Парижкото жилище на Мондриан, неговата лула и очилата му са увековечени в минималистичните фотографии на Андре Кертес (1926), станали емблематични за съвременното фотоизкуство.

## Отличия
- 1906: награда „Вилинк ван Колен“, Амстердам

## Изложби приживе
- 1909: Изложба в музея „Stedelijk“, Амстердам; заедно с Корнелис Споор и Ян Слуйтерс
- 1911: Изложба на Амстердамското сдружение на художници „Moderne Kunstkring“
- 1912: Internationale Kunstausstellung des Sonderbundes westdeutscher Kunstfreunde und Künstler 1912, Кьолн
- 1913: Първи немски есенен салон, Берлин
- 1913: Салон на Обществото на независимите художници, Париж
- 1914: Kunsthandel W. Walrecht, Хага (първа самостоятелна изложба)
- 1922: Ретроспектива във връзка с 50-годишнината от създаването на музея „Stedelijk“, Амстердам
- 1923: Изложба на „De Stijl“, галерия на търговеца Паул Розенберг, Париж
- 1930: Изложба на Художническото обединение „Cercle et Carré“, Париж
- 1932: Ретроспектива във връзка с 60-годишнината от създаването на музея „Stedelijk“, Амстердам
- 1942: Изложба в галерия „Valentine Dudensing“, Ню Йорк (първа самостоятелна изложба в САЩ)
- 1942: Изложба „Artists in Exile“, галерия „Пиер Матис“, Ню Йорк

## Галерия
- „Вечер: Червеното дърво“ (1908 – 10)
- „Изглед към дюните с плажа и вълнолома, Домбург“ (1909)
- „Табло I“ (1921)
- „Композиция II в червено, синьо и жълто“ (1930)
- „Композиция № 10“ (1939 – 42)
- „Victory Boogy Woogy“ (1942 – 44)

## В популярната култура
- През 30-те години френският моделиер Лола Прусак, работеща по това време за парижката модна къща „Hermes“, създава модна линия от куфари и дамски чанти, вдъхновена от късните творби на Мондриан.[3]
- В колекцията си есен-зима 1965–1966 г. френският моделиер Ив Сен Лоран представя знаменитите рокли „Мондриан“ – прости трикотажни рокли без яки и ръкави, с цитати от картини на художника от абстракционисткия му период.
- В САЩ откриват, че името му е анаграма на израза „I paint modern“ („Рисувам модерно“).
- На негово име е кръстен езика за програмиране „Piet“.